# Stazione di Brescia
La stazione di Brescia è la principale stazione ferroviaria della città di Brescia. È situata sulla linea ferroviaria Milano-Venezia ed è stazione capotronco delle linee per Lecco, per Cremona, per Parma, oltre che della linea per Edolo di Ferrovienord.
È tra le principali stazioni ferroviarie della Lombardia per numero di passeggeri, con un flusso medio di viaggiatori compreso tra i 18 e i 22 milioni all'anno (pari a 50/60.000 passeggeri al giorno), corrispondente al 10% del totale regionale.

## Storia

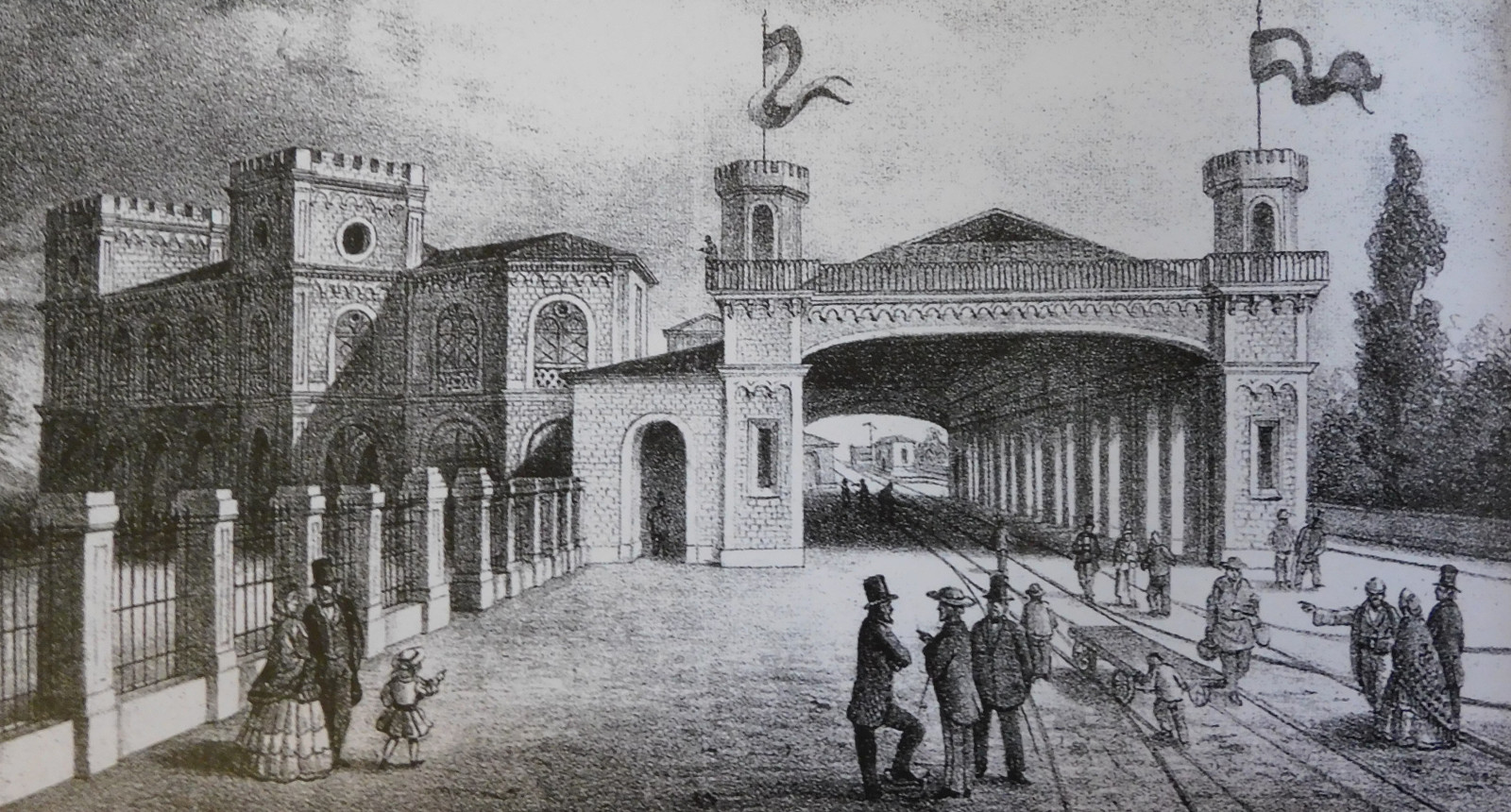
La prima copertura del piazzale binari della stazione durante l'amministrazione asburgica (1854-1859).

Nel lungo processo di costruzione della ferrovia Milano-Venezia, il passaggio della linea a Brescia fu definito nell'ottobre 1849 e approvato nell'estate dell'anno seguente. Il posizionamento della stazione verso la città, ai tempi rinchiusa nella sua cinta muraria, fu oggetto di diverse discussione politiche, amministrative ed economiche che portarono alla scelta della zona fuori Porta San Nazzaro, area ai tempi priva di costruzioni e di cascine, appartenente a un comune autonomo.
Il fabbricato viaggiatori fu costruito "a spese imperiali su disegno del Signor Bottura". La tradizione riporta che la costruzione fu opera dell'ingegnere padovano Benedetto Foix (o Foà): nel 1838 fece parte del gruppo di ingegneri coordinati da Giovanni Milani per la realizzazione dell'importante ferrovia; licenziato nell'ottobre 1849 per il contegno durante la prima guerra d'indipendenza, nel 1850 fu riammesso per grazia imperiale e collaborò nella costruzione della parte di linea della provincia bresciana, probabilmente correggendo il disegno dell'architetto veronese Giovanni Bottura.
I lavori di costruzione della linea furono completati nell'autunno 1853: il primo treno di prova giunse alla stazione di Brescia il 19 novembre proveniente da Verona. L'impianto fu aperto al servizio pubblico il 22 aprile 1854, assieme al tronco ferroviario che collegava Coccaglio a Verona. Quattro anni dopo, il comune di Brescia affidò il servizio di distribuzione del gas alla società Riedinger di Augusta che costruì il suo opificio nel corso del biennio seguente: fu il primo a essere raccordato alla nuova stazione.
La Milano-Venezia fu completata dalla Imperial-regia società privilegiata delle strade ferrate lombardo-venete e dell'Italia Centrale, del gruppo Südbahn, il 12 ottobre 1857. Con il passaggio del bresciano al Regno d'Italia, la gestione passò alla Società anonima delle strade ferrate della Lombardia e dell'Italia Centrale e quindi, nel 1865, alla Società per le Ferrovie dell'Alta Italia (SFAI). L'anno seguente, il 15 dicembre, fu aperta la linea ferroviaria per Cremona.
Con l'apertura della ferrovia direttissima Rovato-Treviglio, che sostituì il passaggio per la stazione di Bergamo del percorso tra Milano e Venezia, il fabbricato viaggiatori fu oggetto di un profondo rinnovo degli spazi interni. Fu inoltre sostituita l'originaria tettoia in legno e muratura con quella in metallo.
Il 22 giugno 1885 fu aperta al servizio la linea ferroviaria per Iseo. Pochi giorni dopo, la gestione della stazione entrò a far parte della Rete Adriatica, gestita dalla Società Italiana per le Strade Ferrate Meridionali.
Il 1º agosto 1893 fu aperta la ferrovia per Parma. Tra il 1894 e il 1895 fu attivato il nuovo scalo merci per i trasporti a piccola velocità a est della stazione, voluto dalla Società per le strade ferrate Meridionali per far fronte all'incremento del traffico merci.
La stazione passò sotto la gestione delle Ferrovie dello Stato (FS) il 1º luglio 1905.
Nel corso del 1907 fu aperta la ferrovia Iseo-Pisogne, primo tronco della linea che due anni dopo arrivò a Edolo, e la gestione della strada ferrata per Iseo e per la Val Camonica passò alla Società Nazionale Ferrovie e Tramvie (SNFT).
Nel 1932, furono spostate le strutture per l'accoglimento delle merci relative ai trasporti a piccola velocità presso un'area nel quartiere Chiesanuova: si costituì l'impianto di Brescia Scalo.
Allo scoppio della seconda guerra mondiale, fu rimossa la tettoia per rifornire l'Esercito di materiale metallico.
Nella seconda metà degli anni cinquanta, fu realizzato un nuovo piazzale binari dotato di sette binari in asse al fabbricato viaggiatori, sottopasso e pensiline, mentre nel luglio 1964 fu aperto il piazzale Ovest, riservato alle partenze dei convogli della SNFT per Iseo ed Edolo, che sostituì l'originario scalo per il trasporto di merci a grande velocità.
L'anno prima, nel 1963, la Sovrintendenza alle Belle Arti della Lombardia pose un vincolo di rispetto sul fabbricato viaggiatori, in considerazione del suo interesse storico e architettonico in quanto si trattava di un "raro esemplare di stazione ferroviaria della metà del secolo XIX". L'intervento fermò il piano di razionalizzazione dell'area ferroviaria che l'amministrazione comunale da circa un decennio stava discutendo con architetti, urbanisti e ingegneri. In alternativa a esso, si improntò un progetto di ristrutturazione del fabbricato viaggiatori che portò allo sventramento di tutti gli spazi interni, per ripristinare l'originario atrio d'accoglienza dei viaggiatori, e all'eliminazione delle numerose tamponature murarie, riprendendo le strutture in finto gotico. Fu ricostruita una torretta d'avvistamento del lato settentrionale e fu eliminata la vela con orologio che dava verso piazzale Repubblica, in quanto si trattava di una costruzione successiva non appartenente al progetto originario. I lavori furono svolti in due fasi: nel 1968 e nel periodo 1971-74.
A seguito del decreto ministeriale del Ministero dei trasporti 31 ottobre 2000, n. 138, la gestione dell'impianto è passata a Rete Ferroviaria Italiana (RFI).

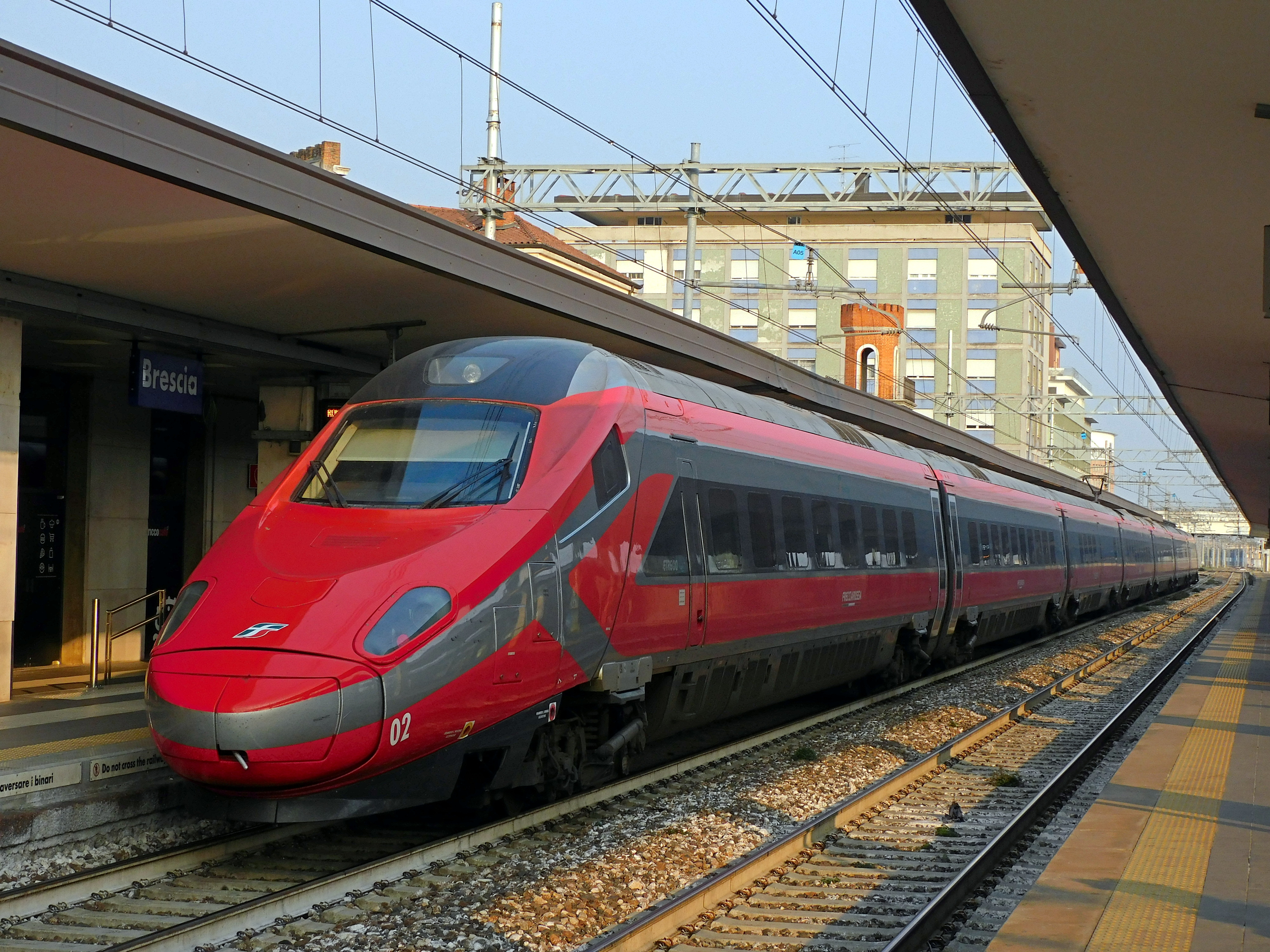
Un Frecciarossa in sosta presso il primo binario della stazione.

Nel febbraio 2014, furono approvate alcune modifiche allo schema dei binari in vista della connessione della stazione alla linea ad alta velocità Milano-Verona. Al completamento dei lavori, nell'agosto 2018, furono attivati i nuovi binari 13÷16, provvisoriamente gestiti all'interno del "piazzale Brescia Sud" della nuova località ferroviaria denominata Brescia Est. A ottobre dello stesso anno, fu aperto all'esercizio l'ultimo tronco della linea ad alta velocità, tra l'ex Bivio/PC Roncadelle e Brescia, che portò all'istituzione dei nuovi binari, denominati 10 e 11, riservati all'arrivo dei treni AV delle relazioni a lunga percorrenza fra Milano Centrale e Venezia Santa Lucia; il servizio commerciale fu poi attivato il 9 dicembre 2018.
Nel frattempo, il 1º marzo 2016 furono attivati i primo servizi ad alta velocità di Italo, diretti a Roma Termini e a Napoli Centrale, che si affiancarono ai Frecciarossa e Frecciabianca di Trenitalia, già operanti da un decennio.
Il 26 luglio 2021 fu soppressa la località Brescia Est: da quel momento, tutti i binari in asse al fabbricato viaggiatori e quelli di Brescia Scalo sono gestiti dall'apparato della stazione principale.

## Strutture e impianti

### Architettura
Il fabbricato viaggiatori si presenta con uno stile neoclassico influenzato da elementi neoromanici e di fortificazioni medievali. Fu progettato dall'architetto Giovanni Bottura, forse con correzioni da parte dell'ingegnere Benedetto Foix, che si occupò di disegnare anche l'originario fabbricato viaggiatori della stazione di Treviso, molto simile esteticamente alla costruzione bresciana.
Inizialmente dotata di un piazzale di quattro binari, la stazione era chiusa a meridione da un porticato delimitato agli estremi da due torrette gemelle rimaste ancora oggi sul lato settentrionale, che avevano la funzione di segnalare l'arrivo dei treni. I due lati erano uniti da una tettoia di legno che proteggeva i viaggiatori ed era ornata con le stesse rifiniture che caratterizzano la facciata.
Nel 1878, la tettoia di legno e in muratura fu sostituita da una in ferro e vetro che fu rimossa nel corso della seconda guerra mondiale per necessità militari.

### Piazzale binari

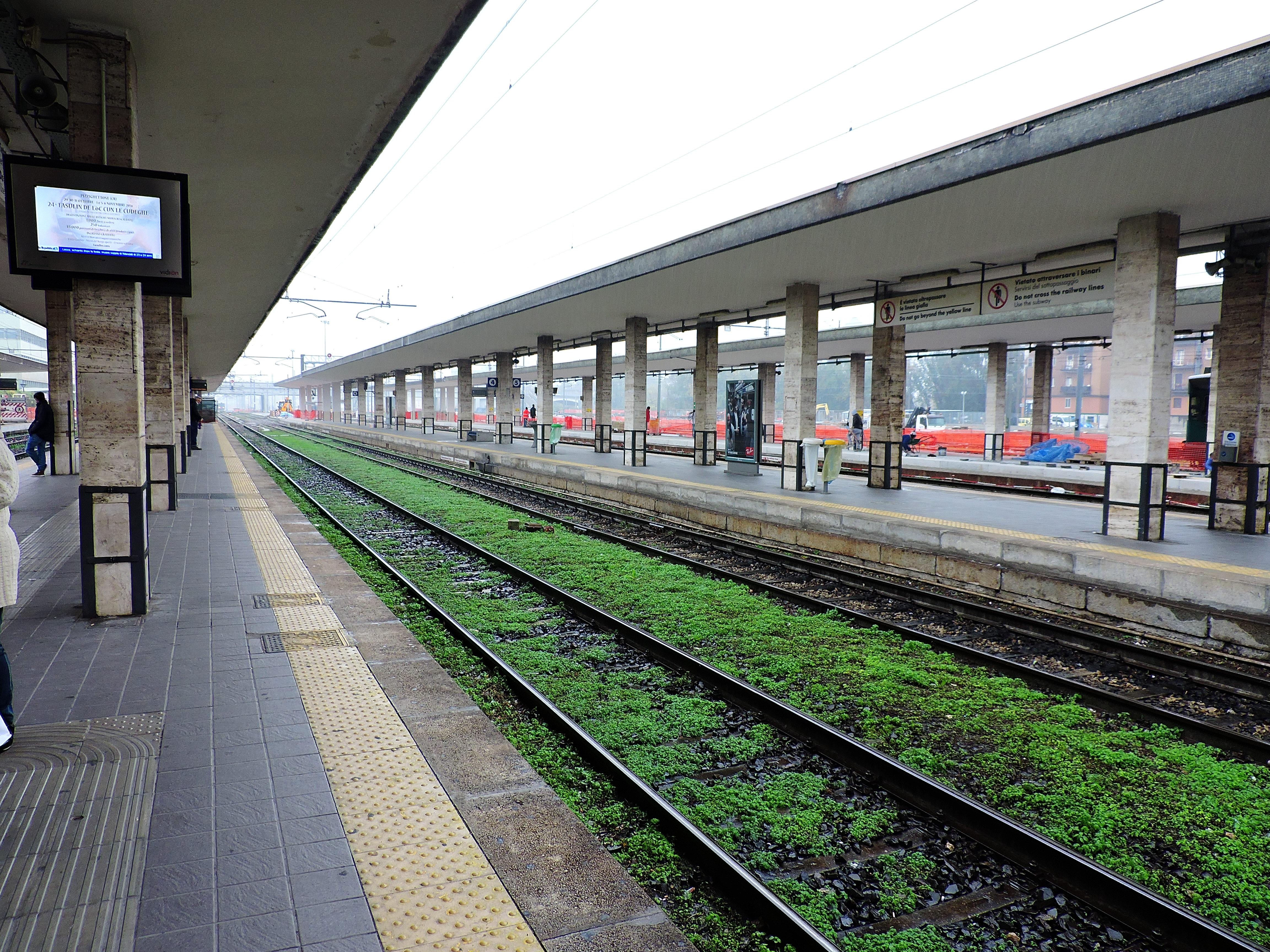
Vista del terzo e quarto binario

Dal punto di vista del servizio passeggeri, il piazzale è dotato di sedici binari in asse al fabbricato viaggiatori ai quali si aggiungono i tre binari del piazzale ovest, a servizio della ferrovia Brescia-Iseo-Edolo.
I primi due binari sono quelli di corsa della Milano-Venezia e sono utilizzati dai treni regionali Milano Centrale-Verona Porta Nuova e dai treni a lunga percorrenza che non impiegano la linea ad alta velocità. I binari dal terzo al settimo sono dedicati agli arrivi e alle partenze dei treni regionali che hanno capolinea la stazione e che sono diretti a Bergamo, a Milano Greco Pirelli e a Verona Porta Nuova. Il decimo e l'undicesimo binario sono i binari di corse della linea ad alta velocità, quindi sono impiegati da treni a lunga percorrenza come Frecciarossa e Italo. Il fascio di binari dal tredicesimo al sedicesimo sono utilizzati dai treni regionali per Cremona e Parma.
Sui binari non utilizzati per il servizio viaggiatori vengono instradati i convogli merci per Brescia Scalo, mentre gli altri sono impiegati per il deposito dei treni.
Il fascio binari della soppressa località ferroviaria di Brescia Scalo è gestito dall'apparato della stazione principale ed è composto da sette binari. Il fascio è raccordato sia alla linea ad alta velocità sia alla ferrovia a binario semplice che lo collega alla stazione principale.

## Movimento

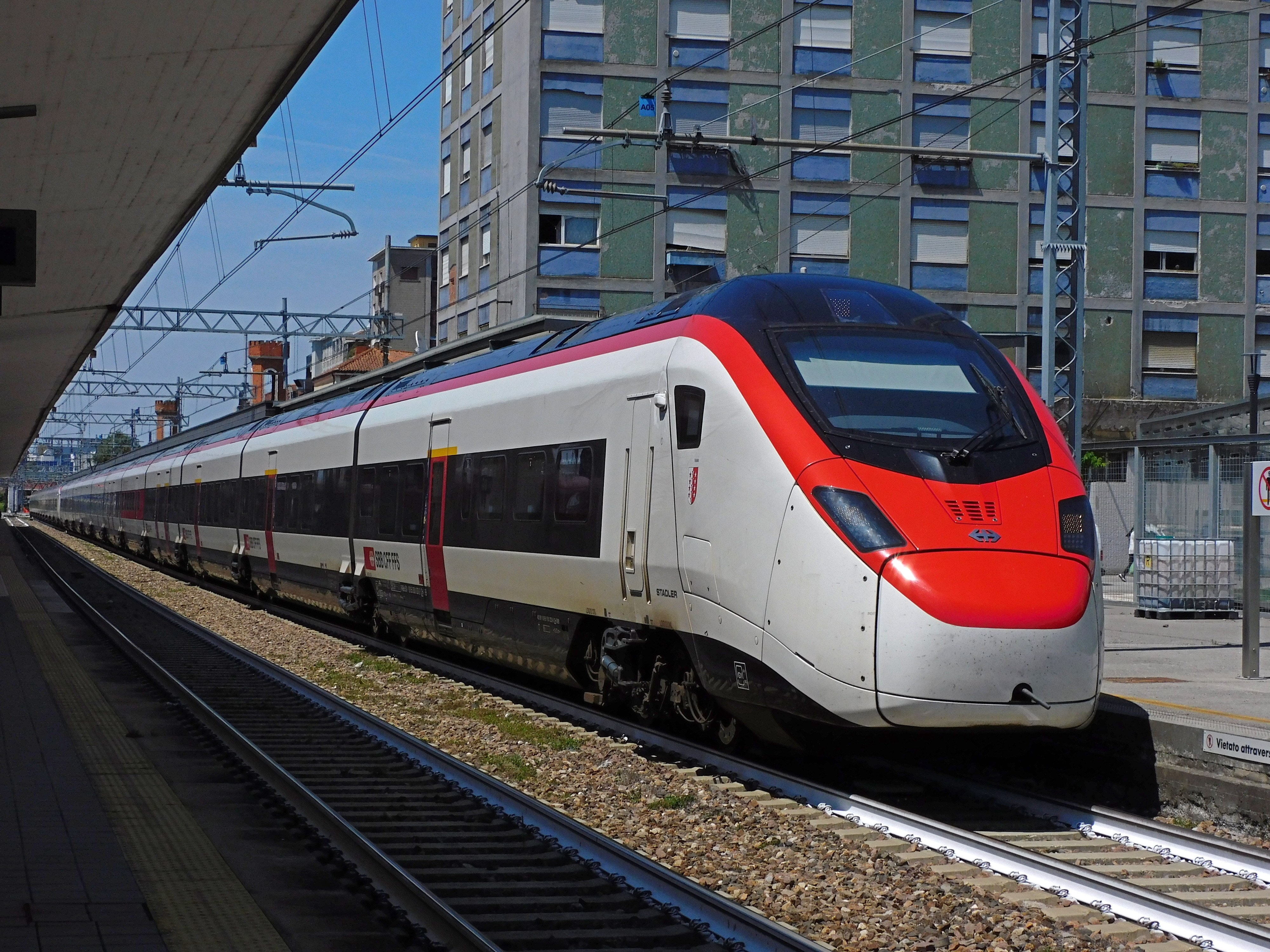
RABe Giruno delle FFS in sosta sul primo binario della stazione

La stazione è servita da relazioni regionali svolte da Trenord nell'ambito del contratto di servizio stipulato con la Regione Lombardia e da treni a lunga percorrenza effettuati da Italo, da Trenitalia e da Trenitalia TPER.

## Servizi
- Biglietteria a sportello
- Biglietteria automatica
- Sala d'attesa
- Servizi igienici
- Posto di polizia ferroviaria
- Bar
- Ristorante
- Negozi
- Ufficio informazioni turistiche

## Interscambi
- Fermata metropolitana (Stazione FS, metropolitana di Brescia)
- Stazione taxi
- Fermata autobus urbani
- Stazioni autobus extraurbani CIBA e Arriva Italia

In passato, era possibile l'interscambio con la rete tranviaria extraurbana di Brescia la cui stazione principale era situata nei pressi dell'autostazione di Arriva Italia.